# 1788 Kiess
Az 1788 Kiess (ideiglenes jelöléssel 1952 OZ) a Naprendszer kisbolygóövében található aszteroida. Az Indianai Egyetem fedezte fel 1952. július 25-én.